# Herrick HV-2
Die Herrick HV-2 (Herrick Vertoplane-2) war eines der ersten Wandelflugzeuge weltweit und wurde von Gerard P. Herrick, einem Pionier auf diesem Gebiet in den 1930er-Jahren, entworfen. Herricks Konzept sah ein Flugzeug vor, das eine feste untere und eine um die Hochachse drehbare obere Tragfläche aufwies. Die obere Rotor-Tragfläche konnte sowohl auf dem Boden als auch in der Luft angehalten oder gestartet werden. Die HV-2 war das erste Flugzeug mit einem Stopprotor, bei dem dieses kombinierte System zur Erzeugung von Auf- und Vortrieb in einer Vielzahl von Erprobungsflügen tatsächlich zur Anwendung kam und eine Transition im Flug durchgeführt wurde.
Moderne Gegenstücke, die ein ähnliches Antriebskonzept verwenden, sind die Sikorsky X-wing und die Boeing X-50.

## Geschichte
Hauptbeweggrund für die Entwicklung der Wandelflugzeuge war der Bau eines überziehsicheren Luftfahrzeugs. Herrick sah den rotierenden Flügel als eine Art Fallschirm an, der im Notfall während der kritischen Start- und Landephasen zum Einsatz kommen sollte. Dazu sollte die Rotor-Tragfläche sowohl im Flug als auch auf dem Boden gestartet oder angehalten werden können. Seine in den Jahren 1931 bis 1937 durchgeführten Projekte unterschieden sich von den modernen Stopprotorkonzepten dadurch, dass der Rotor nicht aktiv angetrieben, sondern im Autogyromodus betrieben wurde.
Während der Entwicklungsphase änderte Herrick den Namen seines Flugzeugs mehrmals, so verwendete er die Bezeichnungen Vertoplane, Vertaplane, Convertoplane und Convertaplane. Der Convertible Aircraft Congress bezeichnete ihn außerdem bei der Verleihung einer Plakette für sein Lebenswerk als Vater des Convertiplane.

### HV-1
Die HV-1 war das erste von Herrick konstruierte Flugzeug. Der Einsitzer besaß einen 40-PS-Ployer-Motor und war mit einer unteren Tragfläche mit kurzer Spannweite und einer oberen Rotor-Tragfläche vom Teeter-Typ mit 11,00 m Durchmesser auf einem Pylon über dem Cockpit ausgestattet. Der Prototyp der HV-1 hatte am 6. November 1931 in Niles (Michigan) seinen Erstflug als Starrflügelflugzeug. Später erfolgten auch Starts mit drehendem Rotor als Autogyro, als jedoch die obere Tragfläche im Flug gestartet wurde, schlug diese gegen das Seitenleitwerk und blieb in der zum Rumpf parallelen Stellung stehen. Zwar konnte der Pilot abspringen, die Höhe war jedoch so gering, dass sich sein Fallschirm nicht mehr öffnete. Die HV-1 wurde bei dem Unfall zerstört.

### HV-2A
Herrick begann dann mit Hilfe des Luftfahrtingenieurs Ralph McLaren mit der Konstruktion einer als HV-2A bezeichneten überarbeiteten Variante. Gebaut wurde der Prototyp, wie auch schon die HV-1, von Heath Aircraft, einem kleinen Hersteller von selbst konstruierten Sportflugzeugen. Die obere Tragfläche wies nur noch eine Spannweite von 7,32 m auf, um eine Berührung mit dem Seitenleitwerk zu verhindern.
Die Erprobungsflüge mit der HV-2A wurden von dem 22-jährigen George Townson durchgeführt, der aber bis dahin keine Erfahrung mit Autogyros besaß. Er erhielt für jede Flugstunde 25 US-Dollar, für Rollversuche (taxiying hour) 12,50 US-Dollar und für Beratungsstunden jeweils 1,50 US-Dollar. Der Erstflug als Starrflügelflugzeug wurde am 31. Oktober 1936 durchgeführt, die anschließende Erprobung auf dem Boulevard Airport in den Außenbezirken von Philadelphia. Danach erfolgten erste Rollversuche und Flüge im Autogyromodus. Die Flüge liefen so ab, dass der Rotor im Stand durch kurzes Anstoßen in Bewegung versetzt wurde, das Flugzeug dann entlang der Platzperipherie rollte, um die Drehzahl des Rotors zu erhöhen, schließlich zum Startbahnanfang rollte und gegen den Wind abhob. Die Flüge erfolgten alle in einer geraden Flugstrecke in einer maximalen Höhe von lediglich etwa 15 m. Die Abrissgeschwindigkeit im Starrflügelmodus betrug 64 km/h und im Autogyromodus 56 km/h, so dass nachgewiesen werden konnte, dass der Rotor eine Auftriebsfunktion übernehmen konnte. Unterhalb 56 km/h erfolgte ein senkrechtes Sinken ohne Abkippeffekte.
Flüge in größerer Höhe von 400 m und erste Kurvenflüge fanden zwischen dem Boulevard Airport und einem etwa 1,6 Kilometer entfernt liegenden kleineren Flugfeld statt. Die erste Transition zwischen Starrflügel- und Autogyrokonfiguration fand am 26. Juli 1937 statt. Hierzu ging man so vor, dass das Gummiseil im oberen Flügel mit zwei Rotordrehungen gespannt wurde und nach dem Start bei 80 km/h in einer Höhe von 45 m die Verriegelung der oberen Tragfläche gelöst wurde. Beim ersten derartigen Versuch kämpfte Townson mit starken Schwingungen um alle drei Achsen, die sich erst legten, als die Rotordrehzahl 250/min erreichte. Dieser Flug gilt als die erste erfolgreiche Transition eines Wandelflugzeugs. Einen zweiten erfolgreichen Versuch gab es am 30. Juli 1937, diesmal unter Beobachtung durch die Medien und Angehörige der NACA und Militärstäbe.
Zwischen 1937 und 1939, dem Jahr der Stilllegung des Flugzeugs, wurden noch etwa weitere 100 Transitionen in der Luft durchgeführt. Danach wurde die Maschine an das National Air and Space Museum übergeben, wo sie von der Decke des Building 23 hängend in Silver Hill (Maryland) ausgestellt wurde.

## Konstruktion
Das Konzept der HV-1 und HV-2 unterschied sich insoweit von späteren Entwürfen, als bei Herrick der Rotor nicht angetrieben, sondern nur im Autogyromodus betrieben wurde.
Die HV-2A wurde von einem 5-Zylinder-Kinner-Sternmotor angetrieben. Die untere Tragfläche hatte ein Clark-Y-Profil, eine Struktur aus Holz mit einer Sperrholzbeplankung. Die obere ebenfalls aus Holz aufgebaute Fläche mit einem Herrick-M-7-II-Profil besaß eine doppelte Beplankung. Das symmetrische Profil mit einer gekrümmten Ober- und einer planen Unterseite wies in der Mitte eine Tiefe von 1,20 m auf, die an den Flügelspitzen auf 0,60 m auslief. Rumpf und Leitwerk waren stoffbespannt und konventionell aus geschweißten Rohren aufgebaut. Die Kosten für den Bau sollen 1500 US-Dollar betragen haben.
Die Drehfläche besaß keine Steuerungseinrichtung und war lediglich mit einem Entsperrhebel ausgestattet. In der verriegelten Stellung war die obere Tragfläche parallel zur unteren ausgerichtet, nach der Entsperrung begann der obere Tragflügel sich als Rotor zu drehen. Wie bei der HV-1 war dieser auf einem Drehzapfen gelagert. Ein Scharniergelenk erlaubte eine „Schaukelbewegung“, d. h. der Rotor bewegte sich bei der Drehung zum Bug nach oben und bei der Rückwärtsbewegung nach unten. Ein hydraulisches Dämpfungssystem begrenzte die Ausschläge.
Um nach dem Lösen der Rotorverriegelung auch in eventuellen Notfällen, in denen die Rotation nicht automatisch eingeleitet wurde, den Rotor in Drehung zu versetzen, verfügte die HV-2A über ein spezielles Bendix-Zündsystem. Dieses bestand aus einer kleinen Turbine, einer Antriebswelle und einem Verschluss, in dem sich eine Kartusche mit Zünder befand. Nach dem Öffnen der Verriegelung wurde der Zünder elektrisch ausgelöst. Die durch ein Rohr geführten Gase der Kartusche trieben die Turbine an, die auf die Antriebswelle wirkte. Diese brachte den Rotor innerhalb von einigen Umdrehungen auf eine Drehzahl von etwa 60 pro Minute. Der Fahrtwind sorgte dann dafür, dass sich schließlich eine stabile Drehzahl von etwa 250/min einstellte. Dieses Notfallsystem wurde während der Erprobung jedoch nie eingesetzt.
Wurde der Rotor bereits am Boden in Drehung versetzt, geschah dies nach der folgenden Vorgehensweise: Mit Hilfe von vier Personen (zwei an jeder Rotorspitze) wurde durch Rückwärtsdrehen des Rotors mit zwei Umdrehungen ein Gummiseil gespannt, das sich in einem Rohr innerhalb des Flügels befand. Das Seil wurde mit einem weiteren Kabel verbunden, das um eine Trommel auf dem Rotorkopf gewickelt wurde. Nach dem Loslassen des Kabels beschleunigte der Rotor auf eine Drehzahl von etwa 60/min.

## Technische Daten
| Kenngröße                                      | Daten                                                     |
| ---------------------------------------------- | --------------------------------------------------------- |
| Besatzung                                      | 1                                                         |
| Länge                                          | 6,46 m                                                    |
| Spannweite obere Tragfläche (Rotordurchmesser) | 7,32 m                                                    |
| Höhe                                           | 3,18 m                                                    |
| Rotorkreisfläche                               | 6,50 m²                                                   |
| Rotorprofil                                    | Herrick-M-7-II                                            |
| Fläche der unteren Tragfläche                  | 9,29 m²                                                   |
| Leermasse                                      | 468 kg                                                    |
| Startmasse                                     | 686 kg                                                    |
| Triebwerke                                     | 1 × Fünfzylinder-Sternmotor Kinner B-5 mit 125 hp (92 kW) |

## Weiterentwicklung des Stopprotor-Konzepts
Entsprechende Konzepte für Stopprotor-Flugzeuge erlebten noch einmal eine Renaissance in den 1960er-Jahren, als Hughes Aircraft das Rotor/Wing-Konzept vorstellte. Hierbei sollte der Rotor nach dem Start stillgelegt werden und als Auftriebsfläche wirken, wobei der Vortrieb von zwei Strahltriebwerken übernommen werden sollte. Auch Bell und Sikorsky sowie Lockheed präsentierten entsprechende Entwürfe, die aber ebenfalls nicht verwirklicht wurden. Bei diesen Konzepten wurden die Rotoren nach dem Abstoppen für den Reiseflug gefaltet und in Gondeln (Bell) oder im Rumpf (Sikorsky, Lockheed) verstaut. Diese Konfiguration wurde auch als Controlled Circulation Rotor bezeichnet.